# 札幌市交通局230形電車
札幌市交通局230形電車（さっぽろしこうつうきょく230がたでんしゃ）は、札幌市交通局が1959年に導入した札幌市電の路面電車車両である。

## 概要
1959年（昭和34年）に登場した。231～238号の8両。210形・220形と同一の札幌スタイルと呼ばれる丸みの多い、正面1枚窓のデザインが採用された道産電車である。220形と同形であるが、主電動機が流用品ではなく新品であることから別形式となった。
札幌綜合鉄工共同組合で、廃車となった単車130形の主要機器を流用して製造された。台車は220形までのメタル軸受からコロ軸受に変更され、豊平製鋼で製造された。
1974年（昭和49年）5月に鉄北線廃止に伴い全車廃車された。235号が西岡町内会に譲渡されたが、すでに解体されたため現存するものはない。

## 改造
立ち席スペース設置
混雑緩和のため、運転席右後ろの座席を一部撤去し、立ち席スペースとした。
集電装置
製造当初はビューゲルであったが、Z形パンタグラフに変更された。
ワンマン化
1971年（昭和46年）に全車ワンマン化され、識別のため、車体に蛍光色の赤帯が入れられた。

## 主要諸元
- 全長：12,500mm
- 全幅：2,230mm
- 全高：3,675mm
- 自重：14.4t
- 定員：100人
- 出力・駆動方式：37.3kW×2・吊り掛け式
- 台車型式：札幌綜合鉄工共同組合コロ軸受け式